# Éperonnier de Rothschild
Polyplectron inopinatum
Pour les articles homonymes, voir Rothschild.
Espèce
Statut de conservation UICN

 NT B1ab(ii,iii,iv,v);C2a(i) : Quasi menacé
L'Éperonnier de Rothschild (Polyplectron inopinatum) est une espèce d'oiseaux de la famille des Phasianidae.

## Distribution
Montagnes du centre de la péninsule Malaise (de Cameron Highlands à Genting Highlands, Larut Range, Gunung Tahan et Gunung Benom, dans l’état de Pahang).

## Dénomination
L’éperonnier de Rothschild fut nommé « Chalcurus inopinatus » par Rothschild en 1903. Le nom générique Chalcurus fut abandonné au profit de Polyplectron. Rothschild lui avait attribué le nom spécifique inopinatum (en latin : inattendu, inopiné) car il fut le dernier des éperonniers à avoir été décrit (1903) en raison, probablement, de sa répartition localisée et de son habitat d’altitude.

## Taxonomie
L’éperonnier de Rothschild est souvent considéré comme une espèce intermédiaire entre l’éperonnier à queue bronzée et les autres éperonniers, à la fois par un développement intermédiaire des ocelles des rectrices, une taille réduite de ceux du dos et des couvertures et par la parade nuptiale qui intègre à la fois la parade latérale des P. chalcurum et une parade presque frontale avec déploiement de la queue et exhibition des ocelles comme chez les autres Polyplectron (Davison 1992). Selon Hennache & Ottaviani (2006), les facteurs de sélection sexuelle et d’évolution des caractères ornementaux des mâles, liés directement au type de parade nuptiale, étant encore mal connus, cette parenté pourrait n’être qu’apparente, les deux espèces ayant évolué indépendamment.

## Habitat
L’éperonnier de Rothschild est inféodé à la forêt de diptérocarpes, non exploitée par l’homme, de basse et moyenne montagne de 900 à 2000 m (McGowan & Garson 1995).

## Alimentation
Pas de données en milieu naturel hormis l’analyse du contenu d’estomac d’un seul mâle par Beebe (1918-22) qui avait révélé la présence d’araignées, de termites, de diverses larves et autres invertébrés non identifiés. Il ajoute que des éperonniers de Rothschild avaient consommé d’autres insectes et des baies d’un rotang grimpant du genre Calamus. Il rapporte enfin avoir observé un groupe dont un oiseau picorait des bourgeons de fleurs.

## Comportement non social
Madge & McGowan (2002) rapportent que cette espèce forme des petits groupes de 4 ou 5 oiseaux, très méfiants et prompts à disparaître dans le sous-bois au moindre signe de danger. Elle affectionne les ravins envahis par la végétation en terrain montagneux mais marque une préférence prononcée pour les sentiers escarpés, parfois à proximité immédiate des crêtes de
montagne.

## Comportement social
Cette espèce est supposée monogame en raison du faible dimorphisme sexuel. D’après Robbins (2001) le mâle quitte la femelle au moment de la couvaison et ne joue aucun rôle parental.

## Parade nuptiale
Elle a été très bien décrite par Davison (1992), à partir d’observations sur des mâles d’origine sauvage, et comporte une série de postures, dont certaines rappellent la parade de l’éperonnier à queue bronzée, que nous résumerons ainsi. Le mâle commence par se déplacer rapidement, en s’approchant puis en s’éloignant de la femelle, tout en secouant son plumage ou en déployant et en éloignant légèrement les rémiges primaires de son corps. Cette posture d’ajustement des ailes est plus fréquente lorsqu’il s’éloigne de la femelle. Parfois le déplacement rapide est interrompu par une posture statique latérale, les rémiges de l’aile située vers la femelle à demi déployées et touchant presque le sol, la queue semi étalée, abaissée vers le sol et tournée vers la femelle. Après avoir tenu cette position pendant deux à quatre secondes, il reprend ses déplacements rapides autour de la femelle, en ayant au préalable de nouveau agité ses plumes. Cette parade est accompagnée de hochements de tête, de battements d’ailes, de toilettage, d’une offrande à la femelle qui, parfois, prend directement celle-ci dans le bec du mâle. Enfin, le mâle approche la femelle par l’arrière, tête haute, plumes du cou et de la tête gonflées, et tente de s’accoupler.

## Nidification
Beebe (1931) raconte comment un vieux chasseur malais l’avait mené, à 975 m d’altitude, sur un versant rocheux très escarpé où, quelques mois auparavant, il avait découvert un nid, contenant deux œufs blancs, placé à terre près du trou occasionné par la chute de deux grands arbres parallèles. Un autre nid en milieu naturel se présentait comme une simple dépression, sans revêtement intérieur, grattée sur le sol à l’abri d’un rhododendron dans une épaisse forêt vierge (Madge & McGowan 2002).
Les seules données d’élevage des jeunes sont celles obtenues en captivité à partir d’oiseaux issus de parents sauvages et rapportées par Gary Robbins (2001). Dès leur naissance, les poussins restent dans l’ombre de la queue de la femelle, les rendant ainsi difficiles à voir, jusqu’à environ l’âge d’une semaine, quand ils commencent à s’aventurer hors de l’ombre maternelle. A l’âge de quatre jours, ils peuvent voleter sur une distance d’un mètre. A dix jours, ils se perchent à côté de la femelle, à un mètre du sol, et à 16 jours ils se perchent aisément à deux mètres du sol. La poule a également été observée prenant des vers de farine, un à un, et les frappant au sol en divers endroits de la volière avant de les donner à ses jeunes : il s’agit probablement d’un comportement naturel destiné à tuer la proie. Les sexes sont facilement identifiables à l’âge de 16 semaines, le mâle étant plus fort avec une queue plus longue. En aucun cas le coq n’a participé à l’élevage des jeunes ; Robbins rapporte même que la poule chassait le mâle lorsqu’il approchait trop près des jeunes, les premiers jours après la naissance, et qu’il se tenait dès lors à l’écart.

## Statut, conservation
Fuller & Garson (2000), Madge & McGowan (2002), Birdlife International (2004) le considèrent comme « vulnérable ». Fuller et Garson (2000) soulignent la fragmentation importante de l’habitat de l’éperonnier de Rothschild et craignent une sérieuse diminution de la population en raison d’un projet de route qui traverserait l’aire de distribution de l’espèce du nord au sud pour relier les stations d’altitude de Genting Highlands, Fraser’s Hill and Cameron Highlands.